# Ventridens coelaxis
Ventridens coelaxis är en snäckart som först beskrevs av Henry Augustus Pilsbry 1899.  Ventridens coelaxis ingår i släktet Ventridens och familjen Zonitidae. Inga underarter finns listade i Catalogue of Life.